# Federico Gastaldi
Federico Gastaldi (Argentina; 1964) es un empresario argentino. Fue subdirector del equipo Lotus F1 Team, en 2014 y 2015.
Gastaldi fue ascendido a director adjunto del equipo el 14 de marzo de 2014, debido a la necesidad del equipo Lotus F1 de reorganizar su gestión después de que el exjefe del equipo Éric Boullier se fuera a McLaren. Antes de ser ascendido, había estado trabajando en Lotus desde el año 2010 como Director de Desarrollo de Negocios con su puesto más reciente en una relación de larga data con el equipo de Enstone. Anteriormente, en la década de 1990, Gastaldi estuvo a cargo de los intereses del grupo italiano Benetton en Argentina. También participó en la conducción del Gran Premio de Argentina entre 1995 y 1998.